# 稻弄蝶
稻弄蝶（学名：Parnara guttata），又名單帶弄蝶、一字挵蝶、直紋稻弄蝶，为弄蝶科稻弄蝶屬下的一个种。其种加词“guttata”意为“点状纹样的”。

## 描述
雌雄差異不明顯。雄蝶頭部覆毛，呈褐色，觸角短於前翅前緣一半，腹面具褐白相間鱗片，末端細小裸露，呈鉤狀。口器褐色；下唇鬚直立，前兩節白色有毛，末節細小、褐色呈棒狀。胸、腹部背面褐色，腹面灰白，足為白色。
前翅長15-19 mm，呈三角形，外緣略突出；後翅為扇形，臀區稍突出如葉狀。翅背為褐色底並帶透明斑，翅基近處覆淡褐毛。前翅M2、M3及CuA1室各有一斑，斜排列，中室末端有兩小斑，翅尖附近另有二至三小斑點。後翅中央斑列由M1、M2、M3與CuA1的白斑構成，同樣斜排列。
翅腹色澤較淡，呈黃褐色，斑紋與背面類似，但後翅中央斑列為銀白色，中室末端常見額外小斑點。緣毛為黃白色。雌蝶外形與雄蝶相近，但翅較寬。

## 分佈
廣泛分布於中亞、南亞與東亞多處地區。包括巴基斯坦、印度北部、喜馬拉雅地區、中南半島北部、朝鮮半島、日本、華西至中國東北及華東，以及臺灣。
臺灣主要分布於本島低海拔地區，離島如彭佳嶼、龜山島、綠島、蘭嶼、金門與馬祖亦有記錄。本種在臺灣出現地點分散且不穩定，較常見於北部及東海岸低地秋季期間。

## 棲地
出現在草澤、草地及常綠闊葉林，一年可發生多代。成蝶飛行迅速，具訪花習性，能進行長距離飛行。幼蟲以禾本科的稗、印度鴨嘴草等禾草為食。
雖然本種在國外常被視為稻作害蟲，但在臺灣因個體數量少，尚不構成農業危害。